# Rheoptilum
Rheoptilum is een geslacht van haften (Ephemeroptera) uit de familie Baetidae.

## Soorten
Het geslacht Rheoptilum omvat de volgende soorten:
- Rheoptilum arni
- Rheoptilum lokohensis